# Black is Beautiful
Black is Beautiful er den anden demo fra det norske dødsmetalband Black Death, udgivet i 1987. Det var den sidste demo de udgav før de ændrede navn til Darkthrone. Sporlisten er uvis

## Spor
1. "Intro: Opp Lille Hans"
2. "Hanhau (The Lord Of Death)"
3. "Paranoia"
4. "Beyond Bahamas Pirayas"
5. "Nasty Sausage"

- "We Are... (A Nice Band)"
- "C.H.U.D."
- "Later... Is Too Late!"
- "Nazgul Riders"
- "Riders Of Sauron"
- "Black Is Beautiful"

### Bonusnumre med gæstemusikere
- "Grandma's Legcrush"
- "Mosh Drawn Agony"
- "Into The Darkest Depths"
- "Ambulance Trashcore"
- "Chainsaw Attack"
- "Pizza Monsters"
- "Freeze to Death"
- "Peace After All"